# Viza (hudební skupina)
Viza (dříve známá jako Visa) je americká rocková skupina z Los Angeles. Spojuje rockovou hudbu s prvky hudby arménské a řecké. Vůdčí osobností skupiny je K'noup Tomopoulos.

## Historie
V roce 2002 členové skupiny Neurobox, K’noup a Hiram odešli z New Yorku, jelikož měli pocit stagnace na hudební scéně po 11. září. Osud je zavedl do Los Angeles, kde v roce 2005 vznikla skupina Visa, která se rozrostla na devět členů. Kapela zaznamenala větší stopu do světa až s třetím albem Made in Chernobyl, kde se na jedné z písní podílel zpěvák skupiny System of a Down, Serj Tankian. V současnosti se skupina chystá vydat nové písně, aby docílila milníku sta vydaných písní. Viza se také angažuje v oblasti lidských práv i charitativních organizacích pro bezdomovce a dětské domovy.

## 2006–2009: První albaMaktubaEros
První album Maktub skupina vydala v květnu 2006. Maktub znamená v arabštině: „Tak to stojí psáno“. Druhé album Eros vyšlo v únoru 2008 a obsahují písně, které jsou spojením arabské, arménské a řecké hudby s prvky rocku a tance. V roce 2009, spolupracoval se skupinou na písni "Viktor" z nadcházejícího alba i zpěvák skupiny System Of A Down, Serj Tankian a Viza podepsala s Serjical Strike Records spolupráci, která trvá doposud. 

## 2010–2017: AlbaMade in Chernobyl,CarnivaliaaAria
V červenci 2010 vychází album Made in Chernobyl s rockem spojují ruské a východoevropské hudební styly. V srpnu 2010 se skupina vydala na šestitýdenní turné po Evropě, kde doprovázeli zpěváka Serje Tankiana, během jeho turné s druhou sólovou deskou Imperfect Harmonies. Společně tak zahráli v městech jako (Jerevan, Atény, Hamburg, Kolín nad Rýnem, Paříž, Curych, Bologna). V dubnu 2011 skupina vydala svůj první singl "Bake Me In Clouds" a také druhý singl cover verzi "Alabama Song (Whisky Bar)", píseň skladatele Kurta Weilla z roku 1927, která se stala známou v podání skupiny Doors v roce 1967 a Davida Bowieho v roce 1980. V prosinci 2011 skupina vydala album Carnivalia, v produkci Jared Lee Gosselina ve studiu Franka Zappy, UMRK. Album je inspirováno hudbou, kterou hrají skupiny System of a Down a Gogol Bordello. Serj Tankian napsal o albu: "Miluji nové album Carnivalia, je to úžasné. Rád poslouchám nové vlivy s duchem zábavnosti a hudebních kouzel. Bylo tam vloženo velké úsilí. Viza je jednou z nejunikátnějších a nejzajímavějších skupin, které jsem kdy slyšel. Jejich živá vystoupení jsou plná energie a zábavná". Na podzim 2012 skupina Viza opět doprovázela po světovém turné zpěváka Serje Tankiana v rámci jeho třetí sólové desky "Harakiri". Celkem tak navštívili 19 měst po Severní Americe a po Evropě. V roce 2014 vydali své páté album Aria. Také vydali další singly: "In Coins", "Midnight Hour", "Fuego", "When Doves Cry" a "Naive Melody".

## 2018–současnost
V roce 2018 vydali dvě EP The Unorthodox Revival I a The Unorthodox Revival II.
V roce 2019 vyšlo jejich první live album z Paříže Live Trabendo. Vyšel také nový singl "Eros".
V roce 2020 vyšel další singl "Loyal Tea". V listopadu 2022 vyšla nová píseň "Yesterday" s příslibem, že se v novém roce dočkáme více nových písní. V lednu 2023 byla představena další nová píseň "Ms. Information" a také byl představen projekt 100. Skupina totiž během svého působení vydala už 85 písní (s Ms. Information) a tak by skupina ráda dotáhla na milník stovky vydaných skladeb. Fanouškům tak chtějí v nadcházejících měsících představit další nové písně.

## Členové
Členy skupiny jsou hudebníci s různým etnickým zázemím, což se projevuje ve stylu hudby, unikátní je užívání neobvyklých nástrojů jako jsou úd, duduk, zurna, perkuse spolu s tradičními rockovými nástroji jako jsou kytara, kontrabas a bicí. Součástí představení je i tanec a různé satirické společenské komentáře.

### Noví členové skupiny
- K'noup Tomopoulos – zpěv, 12strunná kytara
- Shant Bismejian – elektrická kytara
- Andrew (Antranig) Kzirian – zpěv, úd
- Alex Khatcherian – kontrabas
- Chris Daniel – perkuse, bicí, zpěv
- Jivan Gasparyan Jr. – duduk, zurna

### Zakladatelé
- Hiram Antonio Rosario – bicí
- Orbel Babayan – zpěv, elektrická kytara, tar, saz
- Johnny Nice – kytara, klávesy
- Carlos Alvarado – kytara
- Danny Shamoun – perkuse
- Suguru Onaka – klávesy, akordeon

## Viza v Česku
- 29. ledna 2012 – koncert ve Vagon Music Club, Praha
- 11. srpna 2012 – koncert v rámci festivalu Keltská noc, Harrachov
- 24. října 2012 – Lucerna, Praha, hlavní host show Serje Tankiana k vydání alba Harakiri[3]
- 6. března 2013 – Rock Café, Praha
- 9. února 2014 – Rock Café, Praha

## Diskografie

### Studiová alba
- Maktub (2006)
- Eros (2008)
- Made in Chernobyl (2010)
- Carnivalia (2011)
- Aria (2014)

### EP a Singly
- Visa (EP) (2001)
- De Facto (EP) (2007)
- Bake me in clouds (Single) (2011)
- Alabama Song (Whisky Bar) (Single) (2012)
- In Coins (Single) (2014)
- Midnight Hour (Single) (2014)
- Fuego (Single) (2014)
- When Doves Cry (Single) (2014)
- Naive Melody (Single) (2014)
- The Unorthodox Revival I (EP) (2018)
- The Unorthodox Revival II (EP) (2018)
- Eros (Single) (2019)
- Loyal Tea (Single) (2020)

### Live alba
- Live Trabendo (2019)